# ニューブランズウィック市長
ニューブランズウィック市長(Mayor of New Brunswick)は、アメリカ合衆国ニュージャージー州ニューブランズウィックの首長である。
| 任期            | 氏名                                 | 参考  |
| --------------- | ------------------------------------ | ----- |
| 1991年 -        | ジェームズ・M・ケーヒル              |       |
| 1979年 - 1991年 | ジョン・A・リンチ・ジュニア          |       |
| 1978年 - 1978年 | ギルバート・L・ネルソン              |       |
| 1975年 - 1978年 | リチャード・J・マリガン              |       |
| 1974年 - 1975年 | オルドレッジ・B・クーパー2世         |       |
| 1967年 - 1974年 | パトリシア・Q・シーハン              |       |
| 1955年 - 1967年 | チェスター・W・ポーラス              |       |
| 1951年 - 1954年 | ジョン・A・リンチ・シニア            | [ 2 ] |
| 1943年 - 1951年 | チェスター・W・ポーラス              |       |
| 1942年 - 1943年 | ハリー・W・ドワイヤー                |       |
| 1939年 - 1942年 | リチャード・V・マリガン              |       |
| 1935年 - 1939年 | フレデリック・F・リチャードソン      |       |
| 1918年 - 1935年 | ジョン・J・モリソン                  |       |
| 1915年 - 1918年 | エドワード・ファリントン             |       |
| 1914年 - 1915年 | オースティン・スコット               | [ 3 ] |
| 1910年 - 1914年 | ジョン・J・モリソン                  |       |
| 1908年 - 1910年 | W・エドウィン・フローランス          |       |
| 1906年 - 1908年 | リー・W・クーパー                    |       |
| 1904年 - 1906年 | ウィリアム・S・メイヤーズ            |       |
| 1902年 - 1904年 | ジョージ・A・ヴィーマン              |       |
| 1895年 - 1902年 | ニコラス・ウィリアムソン             |       |
| 1889年 - 1895年 | ジェームズ・H・ヴァンクリーフ        |       |
| 1881年 - 1889年 | ウィリアム・S・ストロング            |       |
| 1879年 - 1881年 | T・デウィット・レイリー              |       |
| 1877年 - 1879年 | ライル・ヴァン・ニュイス             |       |
| 1875年 - 1877年 | アイザイア・ロルフ                   |       |
| 1873年 - 1875年 | トーマス・M・ドラッシー              |       |
| 1871年 - 1873年 | ギャレット・コノヴァー               |       |
| 1869年 - 1871年 | ジョージ・J・ジェインウェイ          |       |
| 1867年 - 1869年 | マイルズ・ロス                       |       |
| 1865年 - 1867年 | ジョン・T・ジェンキンズ              |       |
| 1865年 - 1865年 | オーガスタス・T・スタウト            |       |
| 1863年 - 1865年 | リチャード・マクドナルド             |       |
| 1861年 - 1863年 | ライル・ヴァン・ニュイス             |       |
| 1860年 - 1861年 | イジーキエル・M・パターソン          |       |
| 1859年 - 1860年 | ピーター・C・オンダードンク          |       |
| 1858年 - 1859年 | テュニス・V・D・ホーグランド         |       |
| 1857年 - 1858年 | ジョン・ベイヤード・カークパトリック |       |
| 1856年 - 1857年 | ライル・ヴァン・ニュイス             |       |
| 1855年 - 1856年 | エイブラハム・V・シェンク            |       |
| 1853年 - 1855年 | ジョン・B・ヒル                      |       |
| 1851年 - 1852年 | ピーター・N・ワイコフ                |       |
| 1849年 - 1851年 | デイヴィッド・フィッツ・ランドルフ   |       |
| 1848年 - 1849年 | オーガスタス・R・テイラー            |       |
| 1847年 - 1848年 | マーティン・A・ハウエル              |       |
| 1846年 - 1847年 | ジョン・ヴァン・ダイク               |       |
| 1845年 - 1846年 | ウィリアム・H・ループ                |       |
| 1843年 - 1845年 | ジョン・アッケン                     |       |
| 1842年 - 1843年 | フィッツ・ランドルフ・スミス         |       |
| 1841年 - 1842年 | リトルトン・カークパトリック         |       |
| 1840年 - 1841年 | デイヴィッド・W・ベイル              |       |
| 1838年 - 1840年 | オーガスタス・R・テイラー            |       |
| 1829年 - 1838年 | C・L・ハーデンバーグ                 |       |
| 1824年 - 1829年 | オーガスタス・R・テイラー            |       |
| 1821年 - 1824年 | ジェームズ・シュアマン               |       |
| 1813年 - 1821年 | ジェームズ・ベネット                 |       |
| 1801年 - 1813年 | ジェームズ・シュアマン               |       |
| 1796年 - 1801年 | エイブラハム・シュイラー             |       |
| 1794年 - 1796年 | ジョン・ブーベンヘイム・ベイヤード   |       |
| 1793年 - 1794年 | ルイス・ダナム                       |       |
| 1790年 - 1793年 | ジェームズ・シュアマン               |       |
| 1784年 - 1790年 | アザライア・ダナム                   |       |
| (略)            |                                      |       |
| 1757年          | ジェームズ・フード                   |       |
| 1730年 - 1747年 | トーマス・ファーマー                 |       |